# Seraina Boner
Pour les articles homonymes, voir Boner.
Seraina Boner, née le 11 avril 1982 à Davos est une fondeuse suisse.

## Carrière
Seraina Boner fait ses débuts en Coupe du monde en décembre 2003 à Davos, participe en 2006 aux Jeux olympiques de Turin, puis aux Championnats du monde 2007 à Sapporo. Elle marque son premier point en Coupe du monde en 2008 à Falun (30e).
À partir de la saison 2010-2011, elle participe principalement aux courses longue distance de la Worldloppet, gagnant par deux fois la Marcialonga en 2011 et 2013 ainsi que trois fois consécutivement la Birkebeinerrennet entre 2011 et 2013. Lors des Jeux olympiques de 2014, elle prend la sixième place du sprint par équipes et la neuvième au 30 km en style libre. Peu avant ces jeux, elle obtient son meilleur résultat sur une course avec une onzième place au dix kilomètres classique de Szklarska Poręba.
Aux Championnats du monde 2015, elle finit de nouveau dans le top dix, avec sa neuvième place lors du dix kilomètres libre.

## Palmarès

### Jeux olympiques
| Épreuve / Édition | Sprint | Sprint                           | 10 km                            | 10 km     | Poursuite / Skiathlon 2 × 7,5 km | 30 km | Relais | Relais   |
| Épreuve / Édition | libre  | classique                        | libre                            | classique | Poursuite / Skiathlon 2 × 7,5 km | 30 km | Sprint | 4 × 5 km |
| JO 2006 Turin     | —      | Épreuve inexistante à cette date | Épreuve inexistante à cette date | 41e       | —                                | —     | —      | 11e      |
| JO 2014 Sotchi    | —      | Épreuve inexistante à cette date | Épreuve inexistante à cette date | —         | —                                | 9e    | 6e     | —        |

Légende :
- : pas d'épreuve
- — : non disputée par Boner

### Championnats du monde
| Épreuve / Édition     | Sprint                           | Sprint                           | 10 km                            | 10 km                            | Poursuite / Skiathlon 2 × 7,5 | 30 km | Relais | Relais   |
| Épreuve / Édition     | libre                            | classique                        | libre                            | classique                        | Poursuite / Skiathlon 2 × 7,5 | 30 km | Sprint | 4 × 5 km |
| Mondiaux 2007 Sapporo | Épreuve inexistante à cette date | —                                | 41e                              | Épreuve inexistante à cette date | —                             | —     | —      | 9e       |
| Mondiaux 2015 Falun   | Épreuve inexistante à cette date | —                                | 9e                               | Épreuve inexistante à cette date | —                             | 15e   | 7e     | —        |
| Mondiaux 2017 Lahti   | -                                | Épreuve inexistante à cette date | Épreuve inexistante à cette date | -                                | —                             | -     | -      | 7e       |

Légende :
- : pas d'épreuve
- — : non disputée par Boner

### Coupe du monde
- Meilleur classement général : 57e en 2016.
- Meilleur résultat individuel : 11e.

#### Classements par saison
| Année     | Classement général final | Classement distance | Classement sprint |
| 2007-2008 | 98e                      | 66e                 |                   |
| 2008-2009 | 127e                     | 93e                 | -                 |
| 2010-2011 | 111e                     | 75e                 |                   |
| 2013-2014 | 91e                      | 59e                 |                   |
| 2014-2015 | 72e                      | 52e                 | 61e               |
| 2015-2016 | 57e                      | 36e                 |                   |

### Marathon de ski
- 2e de la Coupe Marathon en 2012 et 2013.
- 15 victoires dans le circuit Ski Classics.

### Autres
En février 2013, elle devient championne de Suisse du 5 km. En mars 2014, elle a remporté le titre national sur le 30 kilomètres.
En août 2014, elle remporte la course « 2VK » du Matterhorn Ultraks.

### Coupe OPA
- 5e du classement général en 2007 et 2008.